# Surfactin
Surfactin ist ein bakterielles Biotensid und Biozid, das als Antibiotikum verwendet wird.

## Eigenschaften
Surfactin ist ein cyclisches Lipopeptid, das unter anderem von Bacillus subtilis gebildet wird. Als stärkstes bekanntes Biotensid und vermutetes porenbildendes Toxin destabilisiert Surfactin bakterielle Zellmembranen bei einer Massenkonzentration von 12 bis 50 Milligramm pro Liter, wodurch eine Lyse der bakteriellen Zelle ausgelöst wird, teilweise auch bei Säugetierzellen. Surfactin senkt bei einer Konzentration von 20 mikromolar die Grenzflächenspannung von Wasser von 72 mN m−1 auf 27 mN m−1. Daher ist Surfactin auch ein Virostatikum für manche behüllte Viren.
Das cyclische Peptid Surfactin enthält die Aminosäuren L-Glutaminsäure, L-Leucin, D-Leucin, L-Valin, L-Asparaginsäure, D-Leucin,  und L-Leucin sowie eine Fettsäure von dreizehn bis fünfzehn Kohlenstoffatomen. Es wird als nichtribosomales Peptid durch einen Multienzymkomplex hergestellt.

## Mechanismus der Lyse
Es wurden drei verschiedene Mechanismen der Destabilisierung von Zellmembranen vorgeschlagen, einen Membrantransport von Kationen durch die Zellmembran im Sinne eines Flipflops, die Ausbildung einer Pore in der Membran, und die Erniedrigung der Festigkeit und Erhöhung der Permeabilität von Biomembranen durch das Tensid Surfactin.